# Poujadisme
El poujadisme, terme derivat del nom de Pierre Poujade, va ser un moviment polític i sindical francès sorgit el 1953 en el departament de Lot (França), i desaparegut el 1958. El moviment reivindicava la defensa dels comerciants i artesans enfront del perill que suposaven les grans superfícies comercials aparegudes després de la guerra, i criticava així mateix la ineficàcia del parlamentarisme de la Quarta República. Els termes poujadisme o moviment Poujade designaven doncs les activitats tant de la 'Union de défense des commerçants et artisans' (Unió de Defensa de Comerciants i Artesans, UDCA), el sindicat dirigit per Pierre Poujade, com de la 'Union et fraternité française', l'agrupació utilitzada per Poujade i els seus partidaris per a participar en política.
Gradualment el terme poujadisme va adquirir un matís pejoratiu, per a referir-se a un moviment polític corporativista amb tendències reaccionàries, propi de les classes mitjanes, també definit com a conservadorisme de la petita burgesia.

## Història
La 'Union de défense des commerçants et artisans' (UDCA) va néixer a Sant-Seren (departament de Lot, a França). En un marc contestatari de resistència fiscal, mentre que el fisc aplicava el tradicional principi que el comerciant en el medi rural camuflava bona part de les seves transaccions.
I en dos anys, aquest moviment es va estendre a tota França, i havent-se presentat a les eleccions nacionals, va obtenir més de dos milions de vots i 52 diputats (12 % vots) en la consulta de l'any 1956, havent canviat el seu nom pel de 'Union et fraternité française' (UFF). Aquest grup va prendre una posició hostil al Tractat de Roma, i així mateix va sol·licitar la supressió dels controls fiscals i la defensa dels petits comerciants. La UFF va donar també un fidel suport a l'Algèria francesa, encara que no va donar el seu vot de confiança al governador Guy Mollet durant l'anomenada crisi de Suez.
Aquest moviment va tenir una vigència limitada, ja que solament es va mantenir fins a la fi de la Quarta República, aliada amb els gaullistes. Amb la instal·lació de la Cinquena República, aquest grup pràcticament va desaparèixer (1958). Tots els diputats triats el 1956 sota les banderes poujadistes van ser derrotats en les eleccions legislatives franceses de 1958, amb excepció de dues, entre els quals es trobava Jean-Marie Le Pen (qui ràpidament es va allunyar del moviment).

## Ideologia
Es pot considerar com una de les últimes expressions d'un moviment contestatari de la classe mitjana. Entre els diputats poujadistes que van ser escollits, es comptaven carnissers, forners, botiguers, llibreters, etc. Jean-Marie Le Pen, diputat poujadista en les eleccions legislatives de gener de 1956 (i que després va crear el Front Nacional), va adoptar majoritàriament posicions autoritàries i de força, igual que alguns altres diputats del moviment. Des d'aquest grup, es preconitzava l'afirmació d'una identitat nacional francesa, contra tot el que la desmereixia : la immigració, la integració europea, la qüestió fiscal, etc.

## Extensió de l'ús del terme
La denominació « poujadisme » ha estat utilitzada per a qualificar pejorativament i s'entén com un corporativisme reaccionari de les classes mitjanes i altes, i és aplicable fins i tot quan no existeix o no s'observa cap relació amb el moviment iniciat per Pierre Poujade. Aquest mateix terme també va ser i és utilitzat per a qualificar negativament un discurs polític o social, considerant-lo demagògic. El febrer de 2010, Robert Zaretsky, un editorialista del New York Times, va comparar el Tea Party estatunidenc amb el poujadisme.